# 在日中国人
在日中国人（ざいにちちゅうごくじん）は、日本に在住している中華人民共和国の国籍を持つ者を指す。広義には中華人民共和国（香港、マカオを含む）と中華民国（台湾）の国籍を持つ者を指すが、台湾籍の者は現在では在日台湾人と呼ばれる事が多い。在日華僑とも呼ぶ。ちなみに、日本に帰化したものは中国系日本人（中: 华裔日本人、日籍华人）と呼ばれ、本項では触れない。
在日中国人は2024年6月現在約84万人となっており、他の在日外国人より多い。留学や技能研修など日本に学びに来ている人が多いが、働いている人も多い。職種は技術・人文知識・国際業務や調理師から経営者や大学教授まで幅広い。戦前から多数日本に居を構えており横浜中華街などを形成するなどした。その人数は1990年代から倍増し2000年代前半からも増加傾向にある。
なお、本国を離れていても18～60歳の男性及び18～55歳の女性中国国籍保持者は日本に居住していても2010年制定国防動員法・国家情報法の適用対象であり、共産党政権が有事と認めた際には軍務へ協力することが義務づけられている。

## 統計

### 人数
2022年末現在、日本に中長期に滞在している中国人は76万1563人（194国中1位）である。そのうち永住している中国人やその家族は29万1603人（2位）であり、それ以外の中国人が52万2072人である(2019年末時点)。

日本における在留外国人の推移

### 在留資格
在日中国人の40％は就業制限のない永住者(26万963人)、特別永住者(872人）、定住者（2万8282人）、日本人の配偶者等(3万900人)、永住者の配偶者等(1万5592人)である。制限のある在留資格としては留学13万2441人（1位）、調理師などの技術・人文知識・国際業務8万1736人（2位）、技能実習7万7806人（3位）が多い。この他に経営管理（1万3397人）や企業内転勤（5797人）、教授（1412人）や研究（380人）や高度専門職（7258人）、文化活動（1049人）が在日外国人の中で最も多く、芸術（61人）もアルゼンチンに次ぐ第3位である。在日中国人の総数は在日外国人の3割を占めており、医療（76％）や高度専門職（66％）は在日外国人の半分以上、技能（39％）や経営・管理（52％）、技術・人文知識・国際業務（36％）や留学（39％）なども在日外国人の4割以上が在日中国人である。

### 職種
2020年の在日中国人の労働力人口は38万5848人（全体の21％）。2015年時点で就業する職業は「生産工程従事者」(30％)、「サービス職業従事者」(11％)、「販売従事者」(8％)、「農林漁業従事者」（4％）、が多かった。

### 地域
在日中国人の居住地域は関東地方（53％）、近畿地方（16％）、中部地方（15％）が多い。

## 歴史

### 前史
中国人の日本への移住は、古代の渡来人に遡る。歴史上の著名人に徐福・鑑真・隠元隆琦・朱舜水などがいる。幕末からは横浜中華街・神戸中華街・長崎中華街が徐々に形成された。
戦前には、1895年に亡命した孫文や、1904年に来日した魯迅などがいた。1917年に留学した周恩来はその後政務院総理・国務院総理になった。1931年の朝鮮排華事件の際には日本内地でも朝鮮人との衝突が起きた。

### 日華断交
1972年、日本は中華人民共和国と国交を結び、中華民国と断交した。当時の在日中国人の国籍は中華民国であったが断交のため帰化、中華人民共和国籍への切り替え、アイデンティティの問題で無国籍を選ぶ者に別れた。日華断交により約2万人の華僑が中華民国籍を喪失した。

### 1980年代
在日中国人は戦前から日本に在住していたが、1972年に日本と中華人民共和国が国交を締結し（日中国交正常化）、1979年に台湾が出国を自由化した為、ニューカマーの在日中国人が増えていた。1984年の在日中国人・台湾人は6万3920人だったが、バブル景気を経て1990年までに14万5841人に増加した。

### 1990年代
1990年の在日中国人・台湾人は14万5841人だったが、1995年に21万6042人となり、2000年には1990年の2倍以上の32万2486人になった。1989年に六四天安門事件が起き、1990年から中国人による集団密航が始まり、不法入国が問題になった。1993年の密航事件は9件で、ほぼ全てが福建省からの密航だった。1995年までに不法残留は3万8464人（4位）となり、刑法犯は1990年の1288人から2919人に倍増し、事件数は1841件から7828件に4倍増した。中国では1997年に香港返還が行われたが、集団密航は蛇頭などの暗躍により73件に増加した。

### 2000年代
2000年の在日中国人・台湾人は32万2486人だったが、2005年にかけて増加し50万1960人になった。特に留学生は1998年（3万2370人）からFIFAワールドカップが開催された2002年（7万3795人）の間に倍増した。しかし萩国際大学の学生の不法就労問題や福岡一家4人殺害事件があり、2003年に中央教育審議会が「新たな留学生政策の展開について」を答申して、「特に学生数の確保という観点からのみ安易に留学生を受け入れること」を禁止した。一方、2000年の中国人刑法犯は1万4176件（1位）・3038人（1位）であり来日外国人の刑法犯の約半分（48％）が中国人だった。来日外国人による侵入盗の約8割は中国人で、ピッキング行為が問題になっていた。不法残留は3万2896人（3位）で減少しており、不法入国は1509人（1位）だったが集団密航（14件）は激減した。
2007年、在日中国人・台湾人が初めて在日韓国・北朝鮮人の在留数を上回った。同年8月、人民網が都民の100人に1人は在日中国人であると報じた。2008年、池袋で東京中華街構想が持ち上がった。長野では北京オリンピック聖火リレーに多くの中国人留学生が動員され、独立派ともみ合いになった。同年、ローソンは新卒の中国人留学生を積極的に採用した。なお2000年代に帰化して日本国籍を取得した在日中国人の数は4万人以上である。

### 2010年代
在日中国人・台湾人は2010年に67万8391人だったが、尖閣諸島中国漁船衝突事件や東日本大震災が起きたためか、2011年は在日中国人・台湾人が減少した。なお2012年以降の統計は計算方法が変わり、在日中国人から台湾が分離し短期滞在や公務を含まなくなったので、2011年以前の統計と単純比較できなくなった。もし2015年の在日中国人・台湾人を総在留外国人ベースで単純合算すると89万3219人になる。一方、犯罪の検挙人数は2018年に4,586件（1位）であった。2014年の中国人の犯罪は万引き・空き巣・払出盗が多かった。

### 2020年代
2020年代には、習近平政権のゼロコロナ政策や規制強化に反感を抱いた、富裕層・知識人の来日が増加している。この傾向は「潤」（ルン）と呼ばれる。

## 各地のコミュニティ・中華街
| 都道府県 | 2017年末 | 2010年末 |
| -------- | -------- | -------- |
| 東京都   | 205,041  | 164,201  |
| 神奈川県 | 66,675   | 56,095   |
| 埼玉県   | 65,607   | 48,419   |
| 大阪府   | 60,024   | 51,056   |
| 千葉県   | 49,585   | 45,427   |
| 愛知県   | 47,749   | 47,454   |
| 兵庫県   | 23,153   | 25,585   |
| 福岡県   | 20,210   | 21,936   |
| 京都府   | 14,192   | 12,005   |
| 広島県   | 14,179   | 14,354   |
| 茨城県   | 12,827   | 15,726   |
| 岐阜県   | 11,576   | 15,340   |
| 静岡県   | 11,573   | 13,458   |
| 長野県   | 9,300    | 10,964   |
| 北海道   | 9,244    | 9,705    |
| 岡山県   | 7,926    | 10,082   |
| 三重県   | 7,867    | 9,454    |
| 群馬県   | 7,104    | 7,411    |
| 栃木県   | 6,764    | 8,199    |
| 宮城県   | 6,045    | 7,231    |
| 新潟県   | 5,106    | 5,649    |
| 富山県   | 5,070    | 5,723    |
| 滋賀県   | 4,795    | 4,935    |
| 石川県   | 4,561    | 5,171    |
| 愛媛県   | 4,226    | 5,039    |
| 香川県   | 4,007    | 4,101    |
| 熊本県   | 3,891    | 4,672    |
| 福島県   | 3,595    | 4,879    |
| 山梨県   | 3,552    | 4,070    |
| 福井県   | 3,045    | 4,382    |
| 奈良県   | 2,963    | 3,512    |
| 大分県   | 2,960    | 4,400    |
| 山口県   | 2,897    | 3,908    |
| 長崎県   | 2,535    | 4,037    |
| 沖縄県   | 2,359    | 2,011    |
| 鹿児島県 | 2,230    | 2,941    |
| 山形県   | 2,183    | 2,923    |
| 徳島県   | 2,012    | 3,130    |
| 岩手県   | 1,944    | 3,018    |
| 島根県   | 1,418    | 2,382    |
| 宮崎県   | 1,417    | 1,893    |
| 和歌山県 | 1,358    | 1,517    |
| 高知県   | 1,280    | 1,401    |
| 佐賀県   | 1,266    | 1,960    |
| 青森県   | 1,217    | 1,828    |
| 秋田県   | 1,095    | 1,940    |
| 鳥取県   | 1,040    | 1,768    |
| 合計     | 730,890  | 687,156  |

日本との地理的な近さから、古くから日本へ移住してきており、日本三大中華街として横浜市、神戸市、長崎市に中華街を形成している。その他、東京の池袋、亀戸、平井周辺や西川口駅周辺などに代表されるように、近年では各地に中国人コミュニティを形成しているが、圧倒的に多いのは関東圏である。
- 横浜中華街
- 神戸南京町
- 長崎新地中華街

## 在日中国人ビジネス
合法系
- 中国物産店 - 中華食材や書籍等を扱う店舗[30]。

違法系
- 違法風俗店 - チャイニーズマフィアは日本の暴力団のようにみかじめ料は取らず、開業のための内装、備品準備、ホームページ制作などを一手に請け負うことで利益を得ているとされるが、日本人お断りのために、日本の警察は見て見ぬふりを続けている[31]。
- 免税品の不正転売 - 免税品を購入し、日本国内で転売して消費税分の利ざやを稼ぐ不正転売行為[32]。

## 国防動員法
- スパイ事件 - 在日中国人は国防動員法の適用対象であり[3][4]、中国は自国民に情報活動への協力を義務化している中、中国人民解放軍が民間人だった元留学生を利用していたことが浮かび上がり、2021年12月に警視庁は国際刑事警察機構を通じて元留学生を国際手配した[3][33]。

## 海外警察拠点
日本国内には中国政府が在外同胞である在日中国人を監視しているなどとされる「海外警察拠点」があるとみて、公安部が捜索をしている。

## 著名な人物
- 王貞治 - 元野球選手、元ソフトバンクホークス 監督
- 宋文洲 - ソフトブレーン創業者（東証一部）
- 厳浩 - EPSホールディングス会長（東証一部）
- 羅怡文 - ラオックス社長（東証二部）、中文産業社長
- 李堅 - SJI社長（JASDAQ）
- 王少飛 - 巨匠画家、芸術家
- Liyuu - コスプレイヤー、歌手、声優
- 兎遊 - アイドル、YouTuber